# Liste der Biografien/Jey
Liste der Biografien |
Portal Biografien |
Personensuche
# |
A |
B |
C |
D |
E |
F |
G |
H |
I |
J |
K |
L |
M |
N |
O |
P |
Q |
R |
S |
T |
U |
V |
W |
X |
Y |
Z |
?
 
Ja |
Jb |
Jd |
Je |
Jh |
Ji |
Jj |
Jl |
Jn |
Jm |
Jo |
Jp |
Jr |
Js |
Jt |
Ju |
Jv |
Jw |
Jy
 
Jea |
Jeb |
Jec |
Jed |
Jee |
Jef |
Jeg |
Jeh |
Jei |
Jej |
Jek |
Jel |
Jem |
Jen |
Jeo |
Jep |
Jeq |
Jer |
Jes |
Jet |
Jeu |
Jev |
Jew |
Jex |
Jey |
Jez
Die Liste der Biografien führt alle Personen auf, die in der deutschsprachigen Wikipedia einen Artikel haben. Dieses ist eine Teilliste mit 6 Einträgen von Personen, deren Namen mit den Buchstaben „Jey“ beginnt.

## Jey
- Jey, Jeffrey (* 1970), italienischer Musikproduzent und SängerJeffrey Jey (* 1970)

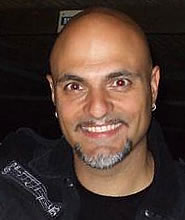
Jeffrey Jey (* 1970)

- Jey, Sharam, deutscher DJ

### Jeya
- Jeyarajah, Abilass (* 2004), sri-lankisches bei der Flutkatastrophe 2004 von seinen Eltern getrenntes Kind
- Jeyaretnam, Joshua Benjamin (1926–2008), singapurischer Politiker und Jurist
- Jeyaseelan, Sonya (* 1976), kanadische Tennisspielerin

### Jeyz
- Jeyz (* 1978), deutsch-italienischer Rapper